# 마자르이샤리프 국제공항

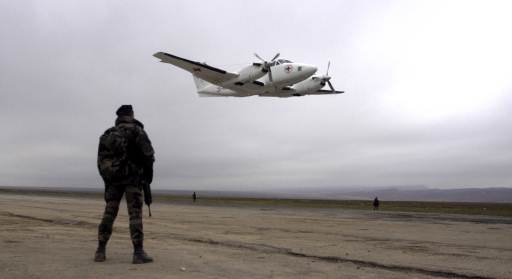

마자르이샤리프 국제공항 (페르시아어: میدان هوائی مزار شریف) (IATA: RIX, ICAO: OAMS), 아프가니스탄 북부의 마자르이샤리프에서 동쪽으로 9km 떨어진 곳에 위치하여, 도시 중심부에서 택시로 15분이면 도착할 거리에 있다. 두개의 활주로를 가지고 있어 보잉 747, C-17 글로브마스터III 그리고 안토노프 An-225와 같은 큰 항공기가 이착륙할 수 있다. 마자르이샤리프 공항 시설은 최대 1,000명의 탑승객을 수용할 수 있으며, 아프가니스탄에서 가장 큰 공항 중 하나이다.
공항은 1950년대 소련 출신 엔지니어들에 의해 건설되어, 현재는 아프가니스탄 북부의 인구의 항공 서비스를 담당하고 있다. 최근 몇년동안 새 터미널이 공항에 건설되어 기존의 오래된 터미널은 국내 항공만을 담당하게 되었다.

## 운항 노선

### 국제선
| 항공사               | 목적지                                                 |
| -------------------- | ------------------------------------------------------ |
| 아리아나 아프간 항공 | 앙카라, 이스탄불(아르나부코이), 모스크바(세레메티예보) |
| 캄에어               | 델리, 마슈하드, 테헤란 (이맘호메이니), 페샤와르        |
| 터키항공             | 이스탄불(아르나부코이)                                 |

### 국내선
| 항공사               | 목적지 |
| -------------------- | ------ |
| 아리아나 아프간 항공 | 카불   |
| 캄에어               | 카불   |